# Megaceras crassum
Megaceras crassum är en skalbaggsart som beskrevs av Heinrich Bernward Prell 1914. Megaceras crassum ingår i släktet Megaceras och familjen Dynastidae. Inga underarter finns listade i Catalogue of Life.